# Пробуждение (Воронежская область)
Пробуждение — посёлок в Подгоренском районе Воронежской области.
Административный центр Переваленского сельского поселения.

## География

### Улицы
- ул. Ленина
- ул. Луговая
- ул. Молодежная
- ул. Садовая
- ул. Центральная
- ул. Школьная
- ул. Юбилейная
- пер. Хитрый

## Население
| 2010 |
| ---- |
| 487  |